# Коммунистическая партия Финляндии
Коммунисти́ческая па́ртия Финля́ндии (фин. Suomen Kommunistinen Puolue, аббр. SKP, КПФ) — финская политическая партия. Была основана 29 августа 1918 года на проходившем в Москве учредительном съезде, прежнее радикальное крыло СДП. Была распущена в 1998 году. 28 октября 2011 года партия подала заявку в Министерство юстиции Финляндии с просьбой о восстановлении партии в партийном реестре.
С самого своего создания КПФ действовала в Финляндии на нелегальной основе, ЦК находился в Петрограде. Её деятельность в Финляндии была запрещена до 1944, её члены находились в тюрьмах. После окончания Второй мировой войны была легализована, её численность выросла до десятков тысяч членов. Партия вошла в Демократический союз народа Финляндии и на выборах её кандидаты были в списке союза.
В начале 1990-х партия прекращает политическую деятельность в связи с созданием Левого союза, а в 1992 попадает под банкротство. С 1997 зарегистрирована новая Коммунистическая партия Финляндии (Содружество), образовавшаяся из исключённой в 1985—1986 годах оппозиции КПФ.

## История
В мае 1920 года в Финляндии была образована подконтрольная КПФ легальная Социалистическая рабочая партия Финляндии (ССТП), в которой также участвовали не входившие в компартию левые социал-демократы. На первых выборах, в которых ССТП участвовала (в 1922 году), она получила почти 15 % (128 тысяч) голосов.
В августе 1923 года правительство Кюёсти Каллио заключило под стражу большинство функционеров ССТП, включая всю парламентскую фракцию, сама партия была признана финским судом вне закона, а издание её газет было запрещено. Также подвергались гонениям и другие находившиеся под влиянием КПФ легальные партии, многие их члены были арестованы. Однако президент Каарло Юхо Стольберг был сторонником амнистии политических заключённых; сама ССТП была фактически воссоздана как Социалистическая электоральная организация рабочих и мелких хозяев, просуществовавшая до 1930 года.
Весной 1928 года в Финляндии прошла ещё одна волна арестов активистов левых партий и членов подпольной организации КПФ, а следующие многочисленные аресты коммунистов прошли в 1930—1933 годах.
КПФ получила право легальной деятельности только в 1944 году, после подписания перемирия с Советским Союзом.
С 1966 года представители партии начали входить в состав правительства страны.

## Раскол партии
В 1970—1980-е годы в партии раскол, между «тайстоистами» (названными так по имени одного из руководителей КПФ Тайсто Синисало, сторонниками безоговорочной ориентации на СССР, в основном сталинистами) и реформаторами во главе с председателями партии Аарне Саариненом и Арво Аалто. После 20-го съезда (1984 г.) оппозиция (так называемые «борцы») осталась за бортом партийного руководства. Оппозиция не согласилась на меньшую долю мест в руководстве партии, предложенную большинством. После этого районные организации, контролируемые партийной оппозицией, воспользовались своим законным правом на созыв внеочередного съезда, однако изменение правил выборов делегатов съезда привело к тому, что оппозиция не согласилась участвовать в съезде, состоявшемся в 23 марта 1985 года. 13 октября 1985 года Центральный комитет КПФ исключил из партии восемь оппозиционных районных организаций. В ответ 23 ноября был создан „комитет организаций КПФ“ в составе 65 человек. В апреле 1986 года была образована избирательная организация «Демократическая альтернатива» (DeVa, образовавшая в июне свою парламентскую фракцию из 10 парламентариев. 13 июня 1986 года из КПФ было разрешено выйти 494 отделениям и 17 городским или областным организациям. В августе изгнанная оппозиция приняла название Коммунистическую партию Финляндии (Единство) (КПФ(Е)) и созвала свой съезд, прошедший собралось в Эспоо 5–7 июня 1987 года. Главой новой партии был избран Т. Синисало.
„КО КПФ“ подал на КПФ в суд, который в декабре 1986 года объявил изменения правил и основанные на них увольнения партийных активистов недействительными. Последовал ряд дальнейших судов, длившихся до 1992 года и подтверждавших первоначальное судебное решение. Однако суды не давали новой партии получить официальную регистрацию.
Ранее, в 1981 году, из партии была исключена ортодоксальная группа Маркуса Кайнулайнена, который сначала вошёл в КПФ(Е), а в 1988 основал «Коммунистическую рабочую партию за мир и социализм», существующую до сих пор.

## Окончание деятельности партии
Официальная политическая деятельность КПФ прекратилась в 1992, когда КПФ вместе со своим избирательным блоком (Демократический союз народа Финляндии) вошла в партию Левый союз. Руководство партии собралось ещё раз в 1992 году, поскольку образовавшиеся вследствие биржевых спекуляций 80-х долги угрожали банкротством. В том же году Верховный суд страны окончательно подтвердил произошедшее в 1980-х как незаконную деятельность. После этого Коммунистическое Содружество Финляндии получило власть над КПФ. Относящиеся к КПФ(С) округа получили право на дополнительное избрание представителей на съезд партии и он прошёл в августе 1996 года Съезд меняет название КПФ на Объединение Звезда (фин. Järjestöyhdistys Tähti). Одновременно название КПФ перешло к КПФ(С). Объединение Звезда снимается с регистрации в 1998.

## Председатели КПФ
| Юрьё Сирола     | 1918-20          |
| Куллерво Маннер | 1920-35          |
| Ханнес Мякинен  | 1935-37          |
| Юкка Лехтосаари | 1937-38          |
| Аймо Аалтонен   | 1944-45, 1948-66 |
| Ааро Ууситало   | 1945-48          |
| Аарне Сааринен  | 1966-82          |
| Йоукко Каяноя   | 1982-84          |
| Арво Аалто      | 1984-88          |
| Ярмо Вальстрём  | 1988-90          |
| Хелья Кетола    | 1990-92          |

## Генеральные секретари КПФ
- 1935—1940: Арвид Туоминен (1894—1981)
- 1944—1969: Вилле Песси (1902—1983)
- 1969—1977, 1981—1984: Арво Аалто[фин.] (1932—2025)
- 1977—1981: Эркки Кивимяки[фин.] (1923—2007)
- 1984—1985: Аарно Аитамурто[фин.] (1936—2008)
- 1985—1988: Эско Вайнионпяя[фин.] (1945—2015)
- 1988—1990: Хелья Кетола[фин.] (род. 1946)
- 1990—1992: Аско Мяки[фин.] (род. 1956)

## Текущее положениеКоммунистической партии Финляндии (1996)
В настоящее время в КПФ (Содружество) состоят около 4 000 человек, образующих около 200 первичных организаций.
Председателем партии длительное время являлся Юрьё Хаканен (с 1994), а генеральным секретарем — Арто Виитаниэми (с 1994). В 2013 году их на двух должностях сменил современный художник, открытый гей и член городского совета Хельсинки Юка-Пекка Вайсанен. Вице-председателем является Лена Гульден (с 2007).
Органом КПФ является еженедельник Тиэдонантая, (фин. Tiedonantaja, Известия, информатор) главный редактор Эркки Суси.
Молодёжная организация партии — Коммунистический союз молодёжи Финляндии.
По результатам парламентский выборов 2007 года КПФ (1994) получила 18 277 голосов (0,7 %), парламентских выборов 2011 года 9,232 голосов (0,3 %) и не получила ни одного места в парламенте страны.
На данный момент большую часть членов партии составляют безработные, а не рабочие. Одним из требований КПФ перед выборами в Эдускунту было требование пособия по безработице в 900 евро, что примерно соответствует зарплате низкооплачиваемых работников. Также партия проводит сбор подписей в память руководителя КНДР Ким Чен Ира.